# Quận Ontonagon, Michigan
Quận Ontonagon một quận thuộc tiểu bang Michigan, Hoa Kỳ. Quận lỵ đóng ở Ontonagon 6. Theo điều tra dân số năm 2000 của Cục điều tra dân số Hoa Kỳ năm 2000, quận có dân số 7818 người.

## Địa lý
Theo Cục điều tra dân số Hoa Kỳ, quận có diện tích 9690 km2, trong đó có 6293 km2 là diện tích mặt nước.

### Xa lộ
- M-26
- M-28
- M-38
- M-64

### Quận giáp ranh
- Keweenaw (đông bắc)
- Houghton (đông)
- Iron (đông nam)
- Gogebic (nam)
- Quận Ashland, Wisconsin (tây, chỉ giáp mặt nước, ở hồ Superior)
- Quận Cook, Minnesota (tây bắc, chỉ giáp mặt nước, hồ Lake Superior)